# Aplosonyx emeishanicus
Aplosonyx emeishanicus (лат.) — вид жуков-листоедов рода Aplosonyx из подсемейства козявки (Galerucinae, Chrysomelidae). Распространен в Юго-Восточной Азии (Сычуань, Китай). Мелкие жуки (длина тела 4—5 мм). Этот вид можно отличить от других китайских видов по тёмному голубовато-зелёному цвету головы, переднеспинки и надкрылий. Щитик и вентральная поверхность тела зелёные, усики и ноги коричневые, надкрылья темно-синевато-зелёные с медным оотенком у вершины. Щитик треугольный, гладкий, пунктированный. Голова маленькая, лобные бугорки отчётливые, усики тонкие, доходят до середины каждого надкрылья, в целом три базальных антенномера блестящие, антенномер 2 самый короткий, антенномер 3 длиннее антенномера 2, антенномер 4 самый длинный и длиннее антенномеров 2 и 3 вместе взятых. Пронотум шире головы, почти в 2 раза шире её длины.